# En vivo: desde México
En Vivo: Desde México es el primer y único álbum en vivo del grupo chileno Kudai. Este fue grabado en Ciudad de México en el extinto Vive Cuervo Salón el 18 de mayo de 2007. Se publicó el 2 de octubre del 2007, por EMI México. 

## Lista de canciones
| N.º   | Título               | Escritor(es)                        | Productor(es)    | Duración |  |
| 1.    | «Intro»              | Gustavo Pinochet                    | Gustavo Pinochet | 2:52     |  |
| 2.    | «No quiero regresar» | Pinochet · Juan José Aránguiz       | Pinochet         | 3:04     |  |
| 3.    | «Vuelo»              | Pinochet · José Miguel Alfaro · Mai | Pinochet         | 3:44     |  |
| 4.    | «Tal Vez»            | Pinochet · Alfaro                   | Pinochet         | 3:58     |  |
| 5.    | «Okey»               | Pinochet · Alfaro                   | Pinochet         | 4:09     |  |
| 6.    | «Lejos de la ciudad» | Pinochet · Alfaro                   | Pinochet         | 4:17     |  |
| 7.    | «Tú»                 | Cristián Daniel Stambuk             | Koko Stambuk     | 4:20     |  |
| 8.    | «Ya nada queda»      | Pinochet                            | Pinochet         | 5:42     |  |
| 9.    | «Quiero mis quinces» | Pinochet · Alfaro                   | Pinochet         | 3:23     |  |
| 10.   | «Llévame»            | Pinochet                            | Pinochet         | 3:48     |  |
| 11.   | «Escapar»            | Pinochet                            | Pinochet         | 5:16     |  |
| 12.   | «Sin despertar»      | Pinochet                            | Pinochet         | 4:01     |  |
| 13.   | «Déjame gritar»      | Pinochet · Alfaro                   | Pinochet         | 4:57     |  |
| 53:31 |                      |                                     |                  |          |  |